# Cestrum ekmanii
Cestrum ekmanii là loài thực vật có hoa trong họ Cà. Loài này được Urb. & O.E.Schulz mô tả khoa học đầu tiên năm 1924.